# Артур Гарнден
Артур Гарольд Гарнден (англ. Arthur Harold Harnden; нар. 20 травня 1924 — пом. 30 вересня 2016) — американський легкоатлет, який спеціалізувався в бігу на короткі дистанції.

## Із життєпису
Олімпійський чемпіон в естафеті 4×400 метрів (1948).
Учасник Другої світової війни.
По завершенні спортивної кар'єри працював більше 40 років у нафтовій компанії «Texaco», після чого ще 21 рік — на компанію «Walmart».

## Основні міжнародні виступи
| Рік  | Змагання         | Місто  | Місце | Дисципліна |
| ---- | ---------------- | ------ | ----- | ---------- |
| 1948 | Олімпійські ігри | Лондон | 1     | 4×400 м    |